# جام جهانی راگبی
جام جهانی راگبی مهمترین تورنمنت ورزش راگبی ۱۵ نفره است که از سال ۱۹۸۷ هر ۴ سال یک بار بین تیم‌های برتر این رشته ورزشی برگزار می‌شود. تا سال ۱۹۹۹ شانزده تیم در جام جهانی راگبی شرکت می‌کردند اما از این دوره به بعد مسابقات با حضور ۲۰ تیم برگزار می‌شود. برنده این رقابت‌ها جام ویلیام وب الیس را دریافت می‌کند. وب الیس شخصی است که گفته می‌شود با برداشتن توپ با دست در حین یک مسابقه فوتبال در قرن نوزدهم ورزش راگبی را ابداع کرد.
اولین دوره این مسابقات به میزبانی مشترک استرالیا و نیوزیلند برگزار و نیوزیلند اولین فاتح جام ویلیام وب الیس شد. در ۱۹۹۱ استرالیا و در ۱۹۹۵ آفریقای جنوبی ِ میزبان قهرمان شدند. در ۱۹۹۹ استرالیا برای دومین بار در ورزشگاه میلنیوم کاردیف، قهرمان جام وب الیس شد. در ۲۰۰۳ نوبت اولین قهرمان نیمکره شمالی بود. انگلستان در سیدنی قهرمان جام جهانی شد اما در ۲۰۰۷ با قهرمانی آفریقای جنوبی در استاد دوفرانس پاریس جام به نیمکره جنوبی برگشت.در سال 2011 نیوزیلند با شکست فرانسه قهرمان جهان شد. آخرین دوره این رقابت‌هادراروپا در سال 2015 در انگلیس برگزار شده و با پیروزی تیم نیوزیلند در دیدار فینال به پایان رسید.به این ترتیب نیوزیلند اولی کشوری بود که در دو دوره پیاپی قهرمان شد همچنین اولین کشوری بود که صاحب سه جام میشد. جام جهانی راگبی ۲۰۰۷ هم با قهرمانی آفریقای جنوبی در فرانسه به پایان رسید. آفریقای جنوبی در مسابقه فینال تیم ملی راگبی انگلیس را شکست داد. انگلیس در صورت پیروزی می‌توانست اولین کشوری باشد که ۲ بار پیاپی فاتح جام جهانی شده‌است.
در مجموع چهار تیم ِ آفریقای جنوبی (۱۹۹۵ ،2019و ۲۰۰۷)، استرالیا (۱۹۹۱ و ۱۹۹۹)، و نیوزیلند (۱۹۸۷ و ۲۰۱۱ و 2015) و انگلیس (۲۰۰۳)، در این مسابقات به قهرمانی رسیده‌اند ومیزبان جام جهانی ۲۰۱۹(آخرین دوره) هم برای اولین بار یک کشور آسیایی یعنی ژاپن  بود.در بازی نهایی، آفریقای جنوبی با نتیجه ۳۲–۱۲ بر تیم انگلیس به پیروزی رسیدوسومین عنوان قهرمانی خودرادراین مسابقات کسب کرد، و در بازی رده‌بندی نیوزلند مدافع عنوان قهرمانی بعد از پیروزی بر ولز مقام سوم این مسابقات را کسب کرد.
به گفته هیئت بین‌الملی راگبی این مسابقات اکنون به یکی از مهمترین رویدادهای ورزشی دنیا پس از بازی‌های المپیک و جام جهانی فوتبال تبدیل شده است. در جام جهانی ۲۰۰۷ حدود ۲ میلیون ۲۰۰ هزار بلیت فروخته شد. مسابقات مرحله مقدماتی به طور میانگین ۴۹۸ هزار تماشاگر داشت و تمام صندلی‌های ورزشگاه‌های برای مسابقات مراحل یک‌چهارم‌نهایی به بعد پر شد. سایت رسمی مسابقات ۱٫۸ میلیون بازدید داشت و تعداد تجمعی بینندگان تلویزیونی کل مسابقات حدود ۴٫۲ میلیارد برآورد شد.

## تاریخچه
| تیم           | قهرمانی             | نایب قهرمانی         | مقام سوم        | مقام چهارم     |
| ------------- | ------------------- | -------------------- | --------------- | -------------- |
| نیوزیلند      | 3 (۱۹۸۷، ۲۰۱۱,2015) | ۱ (۱۹۹۵)             | ۲ (۱۹۹۱ و ۲۰۰۳) | ۱ (۱۹۹۹)       |
| استرالیا      | ۲ (۱۹۹۱، ۱۹۹۹)      | ۱ (۲۰۰۳)             | ۱ (۲۰۱۱)        | ۱ (۱۹۸۷)       |
| آفریقای جنوبی | 3 (۱۹۹۵،2007،2019)  | –                    | ۲ (۱۹۹۹)        | –              |
| انگلستان      | ۱ (۲۰۰۳)            | ۲ (۱۹۹۱، ۲۰۰۷)       | –               | ۱ (۱۹۹۵)       |
| فرانسه        | –                   | ۳ (۱۹۸۷، ۱۹۹۹، ۲۰۱۱) | ۱ (۱۹۹۵)        | ۲ (۲۰۰۳، ۲۰۰۷) |
| ولز           | –                   | –                    | ۱ (۱۹۸۷)        | ۱ (۲۰۱۱)       |
| آرژانتین      | –                   | –                    | ۱ (۲۰۰۷)        | –              |
| اسکاتلند      | –                   | –                    | –               | ۱ (۱۹۹۱)       |

تیم‌هایی که به مرحله یک‌چهارم‌نهایی صعود کرده‌اند اما بالاتر از آن نرفته‌اند:
- ایرلند (پنج بار)
- فیجی (دو بار)
- ساموآ (دو بار)
- کانادا (یک بار)